# Val-Alain
| Municipalité de Val-Alain                       |                        |
| Ponte coberta sobre o rio Du Chêne em Val-Alain |                        |
| Coordenadas: 46°25' N 71°45'W                   |                        |
| Província                                       | Quebec                 |
| Região administrativa                           | Chaudière-Appalaches   |
| Incorporado em                                  | 1 de janeiro 1950      |
| Prefeito                                        | Rénald Grondin         |
| Código postal                                   | G0S 3H0                |
|                                                 |                        |
| Área                                            |                        |
| - Cidade                                        | 103,8 km², 40,1 mi²    |
| Fuso horário                                    | UTC -5                 |
| População (2006)                                |                        |
| - Cidade                                        | 989                    |
| - Densidade                                     | 10 hab/km², 25 hab/mi² |
| Website: www.val-alain.com/                     |                        |

Val-Alain é um município canadense da Regionalidade Municipal de Lotbinière, Quebec, localizado na região administrativa de Chaudière-Appalaches. Em sua área de pouco mais de cento e três quilómetros quadrados, habitam cerca de mil pessoas. Tendo seu nome em homenagem a Alain Chartier Joly de Lotbinière, neto de Henri-Gustave Joly de Lotbinière, ex-primeiro-ministro do Quebec. "Monsieur Alain," como era conhecido, governou o senhorio Lotbinière de 1911 a 1954.
Uma das atrações da cidade é a antiga ponte coberta que atravessa o rio Du Chêne.